# Metachroma anaemicum
Metachroma anaemicum är en skalbaggsart som beskrevs av Henry Clinton Fall 1927. Metachroma anaemicum ingår i släktet Metachroma och familjen bladbaggar. Inga underarter finns listade i Catalogue of Life.